# Antiguo lenguaje de señas de Kent
El antiguo lenguaje de señas de Kent (OKSL, también antiguo lenguaje de señas de Kent) fue un lenguaje de señas de un pueblo del Kent del siglo XVII en el Reino Unido, que se incorporó junto con otros lenguajes de señas de los pueblos al lenguaje de señas británico .
Según Peter Webster Jackson (2001), el OKSL puede haber sido el idioma utilizado por un niño sordo descrito por el escritor británico del siglo XVII Samuel Pepys en sus Diarios. cenando con su amigo Sir George Downing el 9 de noviembre de 1666, cuando el sirviente sordo mantuvo una conversación en lenguaje de señas con su amo, que incluía noticias del Gran Incendio de Londres . Downing había ido a la escuela cerca de Maidstone en Kent, donde vivía en una comunidad donde la sordera congénita estaba muy extendida. Esta población apoyaba un lenguaje de señas que era conocido tanto por personas oyentes como sordas .
Como los colonos de las comunidades de Martha's Vineyard de Tisbury y Chilmark en Massachusetts emigraron de Kentish Weald, Nora Groce (1985) especula que OKSL puede ser el origen del lenguaje de señas de Martha's Vineyard, que es, a su vez, uno de los precursores de American Sign Language . Idioma (ASL). Otros han advertido contra la recepción acrítica de esta afirmación, "porque ninguna persona sorda formó parte de la migración original de Kent, y no se sabe nada sobre ninguna variedad específica de señas utilizada en Kent". Además, la lengua  DE SEÑAS DE KENT fue BASTANTE AMPLIFICADA DENTRO DE LO QUE FUE EL SIGLO XVII.